# Miguel Mercado
Miguel Ángel Mercado Melgar (né le 30 août 1975 à Santa Cruz de la Sierra en Bolivie) est un joueur de football international bolivien, qui évoluait au poste d'attaquant.

## Biographie

### Carrière de joueur

#### Carrière en sélection
Avec l'équipe de Bolivie, il dispute 12 matchs (pour un but inscrit) entre 1995 et 2004. Il figure notamment dans le groupe des sélectionnés lors des Copa América de 1995 et de 2004.